# Shuttle

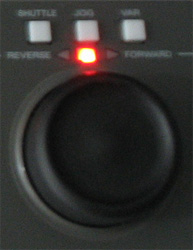
Dial jog-shuttle en un magnetoscopio Sony Betacam Digital DVW-A500P.

El shuttle es un tipo de dial usado en magnetoscopios profesionales y en algunos equipos de consumo.
Consiste generalmente en una rueda (compartida con el jog) que según se gira avanza o retrocede en el contenido de la cinta de vídeo. El sentido de las agujas del reloj avanza y el sentido contrario retrocede. El shuttle tiene una serie de pasos que van añadiendo o restando velocidad a la reproducción del vídeo. Cuando se acciona el dial, la imagen está en pausa. Si se gira a la derecha el primer paso del mecanismo será una fracción de la velocidad real (por ejemplo, 1/8x); el segundo paso será 1/4x y así sucesivamente hasta alcanzar la velocidad real 1x. Si se sigue girando el shuttle se irá multiplicando la reproducción, primero 1,5x, luego 2x, luego 4x y así sucesivamente. El shuttle tiene un tope según la máquina. En muchos equipos de la gama Sony Betacam el tope es 32x.
Si se gira el dial a la izquierda el efecto es el mismo, pero la velocidad es inversa, es decir, la imagen se reproduce marcha atrás. El shuttle, al contrario que el jog, mantiene la velocidad que se ha marcado, aunque se suelte el dispositivo, hasta que detengamos la búsqueda o modifiquemos los valores asignados.
El shuttle se usa para búsqueda de contenidos y también asociado al dynamic tracking, que permite reproducir y editar vídeo a velocidad variable sin que exista flickeo o defectos.
- Datos: Q6127272